# Adelaide Hall
Adelaide Louise Hall (Brooklyn, 20 ottobre 1901 – Londra, 7 novembre 1993) è stata una cantante statunitense.
La sua lunga carriera ricopre oltre settanta anni, ma è legata principalmente al cosiddetto Rinascimento di Harlem.

## Discografia parziale
- 1927 - Creole Love Call / The Blues I Love to Sing (con Duke Ellington)
- 1927 - Chicago Stomp Down (con Duke Ellington)
- 1927 - Blues I Love to Sing (con Duke Ellington)
- 1928 - I Must Have That Man / Baby
- 1931 - Rhapsody in Love / Minnie The Moocher (con Francis J. Carter e Bennie Paine)
- 1932 - Strange As It Seems / I'll Never Be The Same
- 1932 - You Gave Me Everything but Love / This Time It's Love (con Francis J. Carter e Art Tatum)
- 1932 - I Must Have That Man / Baby (con Duke Ellington)
- 1933 - Drop Me Off in Harlem / Reaching for the Cotton Moon (con Mills Blue Rhythm Band)
- 1936 - I'm in the Mood For Love / Truckin' (con Joe Turner)
- 1936 - I'm Shooting High / Say You're Mine (con Willie Lewis)
- 1936 - After You've Gone / Swing Guitars (con Willie Lewis)
- 1937 - There's a Lull in my Life / Medley (con Kai Ewans Orchestra)
- 1937 - Stormy Weather / Where or When (con Kai Ewans Orchestra)
- 1938 - That Old Feeling / I Can't Give You Anything but Love (con Fats Waller)
- 1939 - You're Blasé (con Stéphane Grappelli e Arthur Young & his Swingtette)
- 1939 - Deep Purple / Solitude
- 1939 - Don't Worry 'Bout Me / 'Tain't What You Do
- 1939 - Transatlantic Lullaby / I Get Along Without You Very Well
- 1939 - My Heart Belongs to Daddy / Have You Met Miss Jones?
- 1940 - Where or When / The Lady Is a Tramp
- 1940 - Chloe / Begin the Beguine
- 1940 - This Can't Be Love / No Souvenirs
- 1940 - Mist on the River / Fools Rush In
- 1940 - All The Things You Are / I Wanna Be Loved
- 1941 - I Hear a Rhapsody / Mississippi Mama
- 1944 - Sophisticated Lady / I'm Getting Sentimental Over You
- 1949 - Nobody Know de Trouble I've Seen / Sometimes I Feel Like a Motherless Child
- 1949 - Deep River / Bye and Bye
- 1949 - My Lord, What a Morning / Swing Low Sweet Chariot

## Filmografia parziale
- A Son of Satan, regia di Oscar Micheaux (1924)
- Il ladro di Bagdad (The Thief of Bagdad), regia di Ludwig Berger, Michael Powell e Tim Whelan (1940)
- Variety in Sepia (1947) - varietà TV
- Parkinson (1981) - TV